# Silla
|  | Per a altres significats, vegeu «Silla (Corea)». |

Silla és un municipi del País Valencià situat a la comarca de l'Horta Sud. Ha estat una zona eminentment agrària durant tota la seua història gràcies a la seua gran proximitat amb l'Albufera, amb un ràpid desenvolupament industrial en el segle xx. Compta amb un dels nuclis ferroviaris més importants al voltant de València. L'any 2020, tenia 19.078 habitants.

## Història

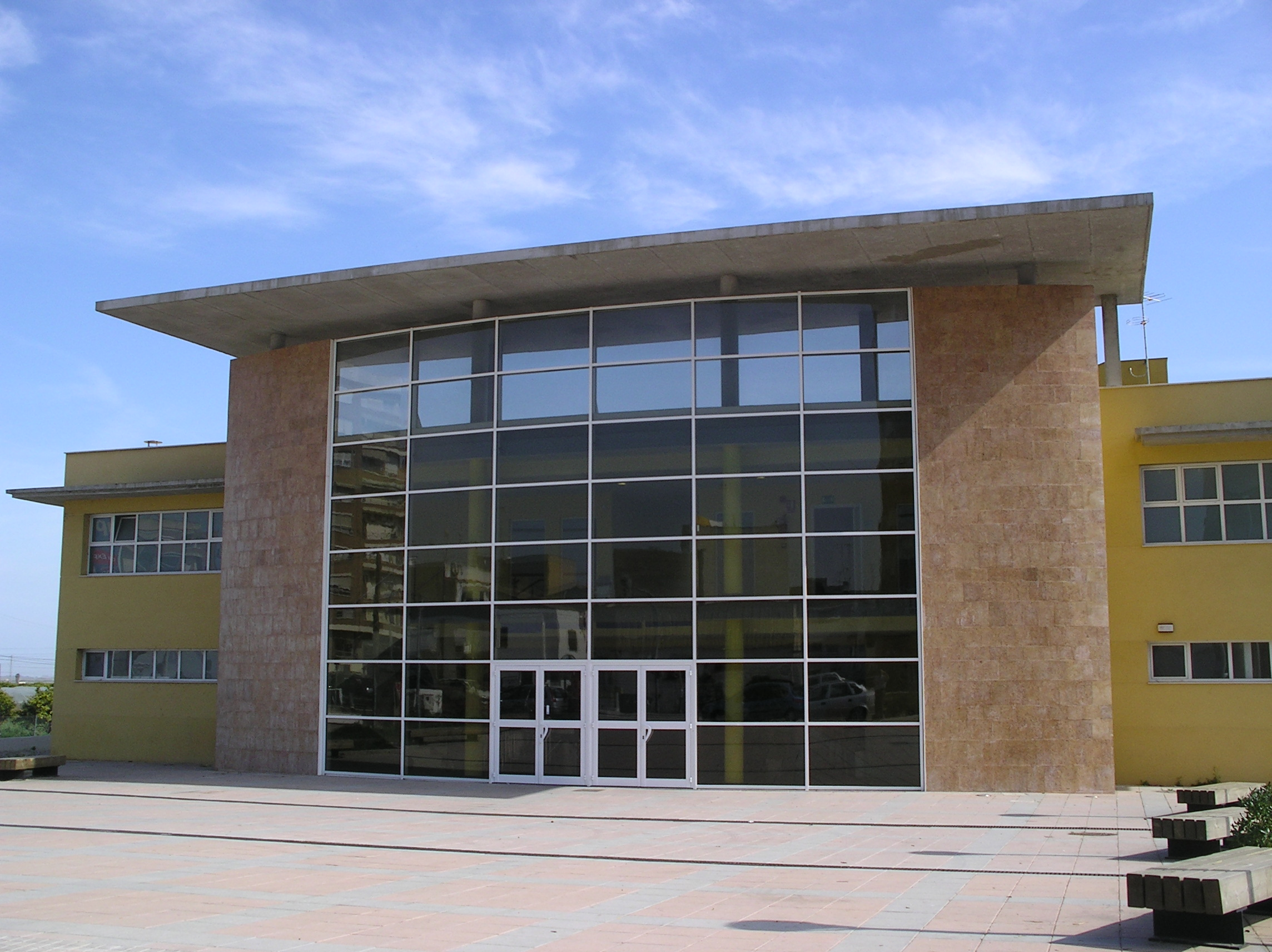
Vista de la piscina municipal de Silla

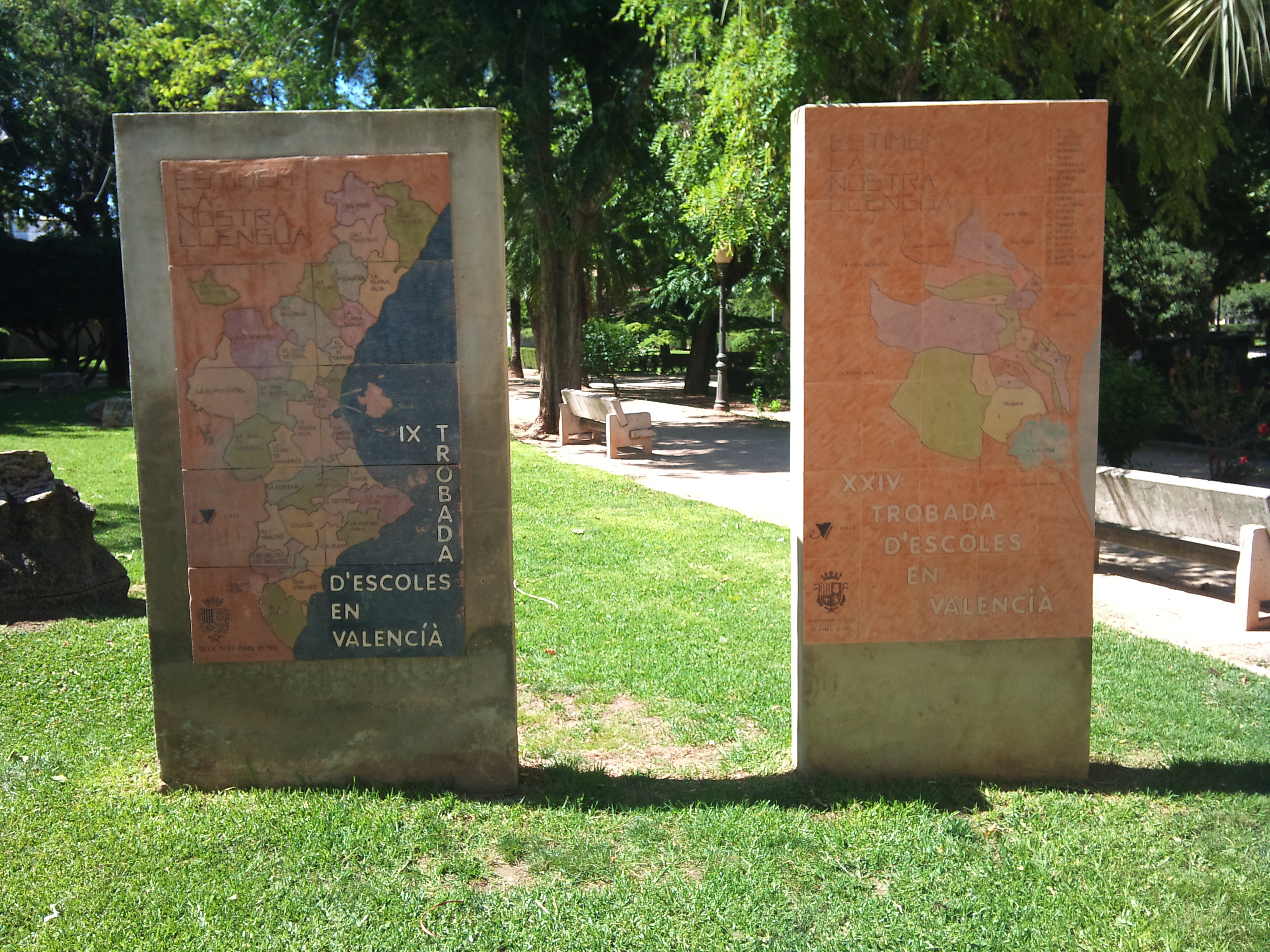
Monuments a les trobades d'Escoles en Valencià a Silla

És possible que hi haguera població per la zona abans del segle xiii, ja que s'han trobat vestigis d'ocupació humana per tota l'àrea de l'Albufera. Tot i així, no trobem cap documentació que esmente la població amb anterioritat a la carta pobla, amb l'excepció de dues referències islàmiques que l'anomenen de passada: la primera és de l'historiador Ibn al-Abbar, qui parla de Silla i Cullera, però amb una errada en situar la ciutat al bi-garbí Balànsiya, és a dir, a l'occident de la ciutat. També s'ha relacionat la seua aparició en poesia andalusí xativina del segle xi. La primera vegada que apareix documentada Silla fou durant la conquesta jaumina del segle xiii. El 1233, al pacte d'Alcanyís, Silla va ser adjudicada com a botí de guerra a Hug de Follalquer, cavaller de l'Ordre de l'Hospital i amic personal del rei, el qual va avituallar un gran exèrcit encapçalat pel mateix Jaume I, erigit en protector del destronat Abu-Zayd que estava en pugna amb Zayyan, llavors fortificat a València, actuant així de mediador entre les disputes de la taifa.
Al Llibre dels fets s'explica la manera com va ser assetjada i presa l'estiu de 1238. La població estava protegida per la torre islàmica del segle xi, que ha pogut sobreviure, i un recinte emmurallat que l'envoltava que serà la base del futur castell.
| «                            | 263. E estan aqui enuiam a Cilla ab ·I· feneuol nostre ·II· Richs homens nostres, don Pero Fferrandez Daçagra e don Exemen Dorrea, e combateren la be per ·VII· dies. E a cap dels ·VIII· dies reteren se, e aixi haguerem Ciyla. | » |
| — Llibre dels Feyts. Jaume I | |   |

Poc després s'hi va establir una reduïda colònia de cristians, encara que hi hagué població islàmica almenys fins al 1528, dedicada sobretot a l'explotació dels recursos de l'Albufera. Des del 1243 la rectoria de Silla fou patronat de l'Orde de l'Hospital. El 1319 el lloc passà a l'Orde de Montesa, la qual retingué el senyoriu fins a la fi del règim feudal. L'any 1373 comptava amb una població de 97 focs.
Durant l'edat moderna, cal assenyalar la lluita dels camperols sillencs per millorar llurs condicions de vida. L'any 1633, els habitants de Silla s'enfrontaren infructuosament amb Francesc Llançol de Romaní, comanador de Montesa, per la seua negativa a obrir un forn i ampliar els cultius a costa de terres comunals de llenya i pastura, aspiracions que al final no van ser complertes. Al primer terç del segle xx s'implantà un important moviment anarquista, sobretot arran de la fragmentació de la propietat de la terra; llavors es va fundar la col·lectivitat agrària El Muntó.

### Topònim
Encara no s'ha pogut destriar amb seguretat el significat del topònim Silla, però s'han proposat diferents orígens com a justificació del terme.
Una de les teories el lliga amb un origen llatí, basant-se en la documentació llatina, que la identifica amb el mot Silva, en referència a un bosc atapeït o una zona verda de certa importància, que s'explicaria pels nombrosos pinars i alzines silvestres que abans l'envoltaven pel sud-oest, concretament a les partides de l'Algudor i Sant Roc, a les que haurem d'afegir els bovalars adjacents a l'Albufera per on pasturaven els ramats de la rodalia. Aquesta teoria quedaria reforçada per l'aparició d'aquest topònim en documentació visigòtica com la fitació de Wamba, un acord de dependència feudal que delimitava els bisbats del segle viii. També és possible una opció antrotoponímica, és a dir, un topònim que sorgeix d'un antropònim.
Els romanistes també han volgut relacionar el topònim amb la indústria vinatera, així com succeeix amb altres llocs de la península Ibèrica amb topònims d'arrels romanes que encara mantenen un ètim semblant que ens recorda la presència de cellers: com Cillaperlata (Burgos). A la diòcesi de Tarragona també apareix Centumcelli, referit a un poblament ja documentat a les Rationes decimarum del segle xiii. Gaspar Escolano al segle xvii opta per la forma CELLA derivada CENTUMCELLAE en al·lusió a una suposada gran quantitat de cellers que es hi havia antigament al poble.

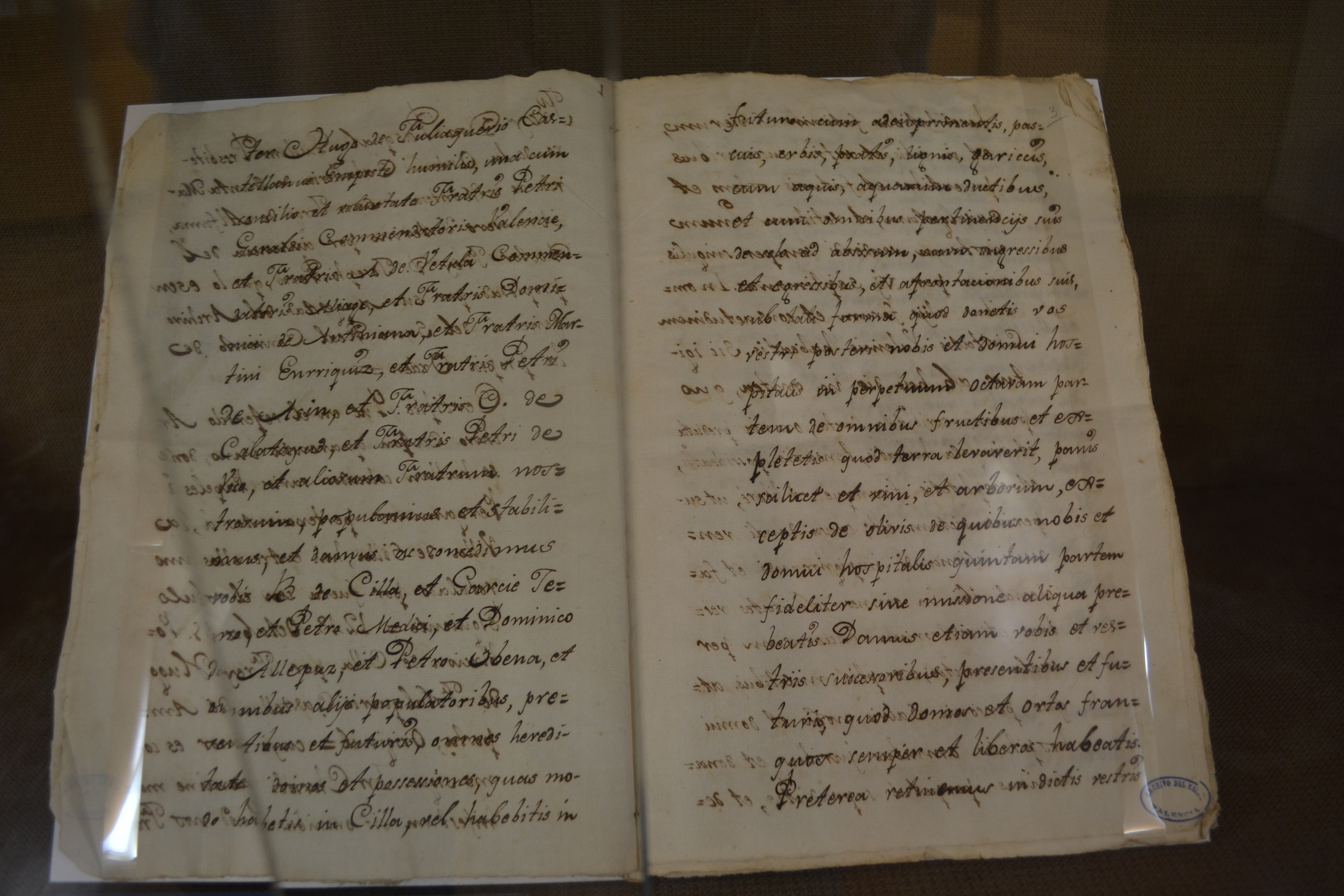
Carta pobla de Silla (1243).

L'investigador Nicolau Primitiu el relaciona amb l'ètim SILLUS, vinculant el poblament a un barranc anomenat així en època dels romans (actualment anomenat la Rambleta). Sembla que la majoria de referències antigues es manifesten amb la forma llatina.
Una altra hipòtesi l'aporta el filòleg Joan Coromines a l'obra Onomasticon cataloniae, on documenta un origen àrab zihyla —seguint Julià Ribera—, amb l'arrel àrab shl, que significaria «terreny fàcil de trepitjar», en contraposició als peudemonts on s'enclavaven els pobles de voltant, encara que als seus Estudis de toponímia catalana, publicats amb anterioritat, a l'apartat de noms catalans d'origen àrab, refereix que és un nom enregistrat als textos mossàrabs i no en l'àrab original, suggerint que és molt anterior a la conquesta cristiana del segle xiii. Aquesta opció rep el suport, entre d'altres, de l'arabista Carme Barceló Torres en l'estudi Toponímia aràbiga del País Valencià, i és la hipòtesi més acceptada actualment pels filòlegs.
També hi ha qui argumenta que el nom és d'origen mallorquí, perquè en temps del repoblament hi va haver suposadament un fort flux de repobladors que provenien d'aquesta illa. Així doncs, és com degué desenvolupar-se fonèticament, anomenant-se de «Sa illa» a «Silla». Tot i això, no hi ha elements històrics o lingüístics suficients per a considerar versemblant aquesta versió.
Una etimologia popular del topònim la trobem en una llegenda que diu que quan Felip II vingué a València es trobava tan extasiat travessant el municipi, va cridar (en castellà): «¡Aquí pondría yo mi silla!». Es tracta, clarament, d'una fantasia literària recollida d'una suposada crònica reial, més que una opinió científica, ja que no deixa de ser un intent de relacionar el topònim Silla amb l'equivalència castellana del moble denominat en valencià cadira, una confusió que es troba fàcilment fora de l'àmbit geogràfic valencià.
Malgrat les divergències semàntiques i el fet d'aparèixer escrit amb diverses modalitats ortogràfiques, aquest topònim s'ha mantingut inalterable al llarg del temps, sense haver-se'n enregistrat cap intent de modificació o substitució per un altre nom.
El gentilici usual té dos possibilitats, siller -ra i sillà -ana.

## Política i govern

### Composició de la corporació municipal
El Ple de l'Ajuntament està format per 17 regidors. En les eleccions municipals de 26 de maig de 2019 foren elegits 12 regidors del Partit Socialista del País Valencià (PSPV-PSOE), 3 del Partit Popular (PP), 1 de Compromís per Silla (Compromís) i 1 d'Esquerra Unida-Seguim Endavant (EUPV).
| Eleccions municipals de 26 de maig de 2019 - Silla |                                          |                                     |                                     |         |          |          |
| Candidatura | Candidatura                              | Candidatura                         | Cap de llista                       | Vots    | Vots     | Regidors |
| | Partit Socialista del País Valencià-PSOE |                                     | Vicent Zaragozà Alberola            | 4.948   | 52,27%   | 12 (+7)  |
| | Partit Popular                           |                                     | Ignacio Ventura Garcia              | 1.390   | 14,68%   | 3 (-2)   |
| | Compromís per Silla                      |                                     | Raquel Sánchez Grande               | 592     | 6,25%    | 1 (-1)   |
| | Esquerra Unida-Seguim Endavant           |                                     | Valentí Mateos Mañas                | 517     | 5,46%    | 1 ()     |
| | Altres candidatures                      |                                     |                                     | 1.978   | 20,89%   | 0 ( -4)  |
| | Vots en blanc                            |                                     |                                     | 41      | 0,43%    |          |
| Total vots vàlids i regidors | Total vots vàlids i regidors             | Total vots vàlids i regidors        | Total vots vàlids i regidors        | 9.466   | 100 %    | 17       |
| | Vots nuls                                | Vots nuls                           | Vots nuls                           | 59      | 0,62%    |          |
| Participació (vots vàlids més nuls) | Participació (vots vàlids més nuls)      | Participació (vots vàlids més nuls) | Participació (vots vàlids més nuls) | 9.525   | 67,15%** |          |
| Abstenció | Abstenció                                | Abstenció                           | Abstenció                           | 4.659*  | 32,85%** |          |
| Total cens electoral | Total cens electoral                     | Total cens electoral                | Total cens electoral                | 14.184* | 100 %**  |          |
| Alcalde: Vicent Zaragozá Alberola (PSPV) (15/06/2019) Per majoria absoluta dels vots dels regidors (12 vots de PSPV)                                          |                                          |                                     |                                     |         |          |          |
| Fonts: Ministeri de l'Interior, Junta Electoral de Zona de València, Periòdic Ara. (* No són vots sinó electors. ** Percentatge respecte del cens electoral.) |                                          |                                     |                                     |         |          |          |

### Alcaldes
Des de 2015 l'alcalde de Silla és Vicent Zaragozá Alberola del PSPV.
| Període                       | Alcalde o alcaldessa                                            | Partit polític | Data de possessió     | Observacions |
| ----------------------------- | --------------------------------------------------------------- | -------------- | --------------------- | ------------ |
| 1979–1983                     | Alberto Vedreño (1979) Dimisión Josep Antich Brocal (1979-1983) | PSPV-PSOE      | 19/04/1979 02/11/1979 | n/d --       |
| 1983–1987                     | Lluís Martínez i Benaches                                       | PSPV-PSOE      | 28/05/1983            | --           |
| 1987–1991                     | Lluís Martínez i Benaches                                       | PSPV-PSOE      | 30/06/1987            | --           |
| 1991–1995                     | Francesc Baixauli i Mena                                        | PSPV-PSOE      | 15/06/1991            | --           |
| 1995–1999                     | Francesc Baixauli i Mena                                        | PSPV-PSOE      | 17/06/1995            | --           |
| 1999–2003                     | Teresa Badenes Martí                                            | EUPV           | 03/07/1999            | --           |
| 2003–2007                     | Josep L. Pitarch i Tortajada                                    | BLOC           | 14/06/2003            | --           |
| 2007–2011                     | Francesc Baixauli i Mena                                        | PSPV-PSOE      | 16/06/2007            | --           |
| 2011–2015                     | Serafín Simeón Peris                                            | PP             | 11/06/2011            | --           |
| 2015–2019                     | Vicent Zaragozá Alberola                                        | PSPV-PSOE      | 13/06/2015            | --           |
| 2019-2023                     | Vicent Zaragozá Alberola                                        | PSPV-PSOE      | 15/06/2019            | --           |
| Des de 2023                   | n/d                                                             | n/d            | 17/06/2023            | --           |
| Fonts: Generalitat Valenciana |                                                                 |                |                       |              |

## Demografia
L'any 1704 només tenia 80 cases, és a dir, uns 320 habitants. Segons el cens de Floridablanca de 1785-1787, la població de Silla pujava almenys als 1602 habitants. Segons Josep Sanchis Sivera, el 1922 tenia 5.239 habitants. En la segona meitat del segle xx ha atret població pel seu desenvolupament industrial i per la proximitat de la ciutat de València.
A data de 2022, Silla tenia 19.298 habitants (INE).
A data de 2024, Silla tenia 20.117 habitants. (INE)
| any  | habitants |
| ---- | --------- |
| 1900 | 4.421     |
| 1910 | 4.973     |
| 1920 | 6.243     |
| 1930 | 6.732     |
| 1940 | 6.639     |
| 1950 | 7.117     |
| 1960 | 7.768     |
| 1970 | 10.090    |
| 1981 | 16.145    |
| 1991 | 16.525    |
| 2000 | 16.614    |
| 2010 | 19.143    |
| 2020 | 19.078    |
| 2022 | 19.298    |
| 2024 | 20.117    |

## Patrimoni
- La torre musulmana de Silla és una edificació defensiva musulmana situada a Silla. És un bé d'interès cultural amb número de registre ministerial RI-51-0004662 de data 18 de juny de 1982.[16] Es va realitzar entre els segles XI i XII, sota la presència islàmica, com a edifici de vigilància i protecció de València, formant part d'una xarxa molt més àmplia de torres d'altres alqueries. L'edifici militar va perdre la seua funcionalitat principal una vegada arriben els cristians. Hui dia, ha sigut declarada com a Bé d'Interés Cultural (*BIC) i com a museu.[17]
- El Museu d'Història i Arqueologia de Silla.[18] També conegut com MARS, és un espai cultural i didàctic molt interessant, destinat a tota mena de visitants. El propi Museu d'Història i Arqueologia de Silla està allotjat a la Torre musulmana.[19]
- Església de la Mare de Déu dels Àngels.[20] Es començà a alçar l'any 1764. L'edifici té obres del pintor valencià Vicent López i Portaña o dels seus deixebles.
- Antiga Casa de Correus.[21]

## Llocs d'interés natural
- Port de Silla. Després del decret d'expulsió dels musulmans de l'horta de València, es va permetre a un grup d'aquests valencians seguir habitant a Silla. Uns seixanta homes havien de dominar l'art de la navegació. És a aquesta època quan naix el Raval. Esta documentada l'activitat pesquera a l'Albufera, amb unes 60 embarcacions al port de Silla, durant el segle xiii.[22]

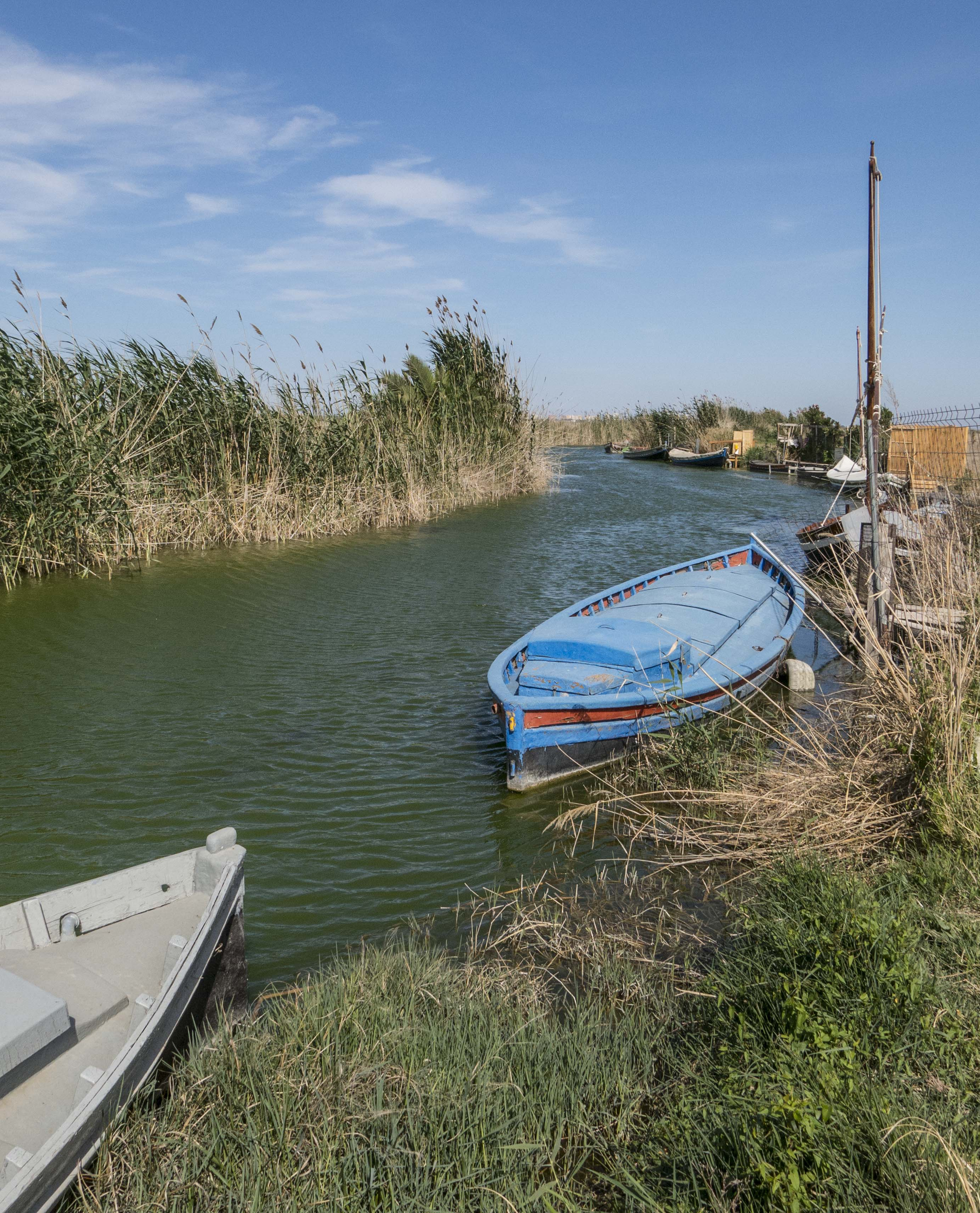
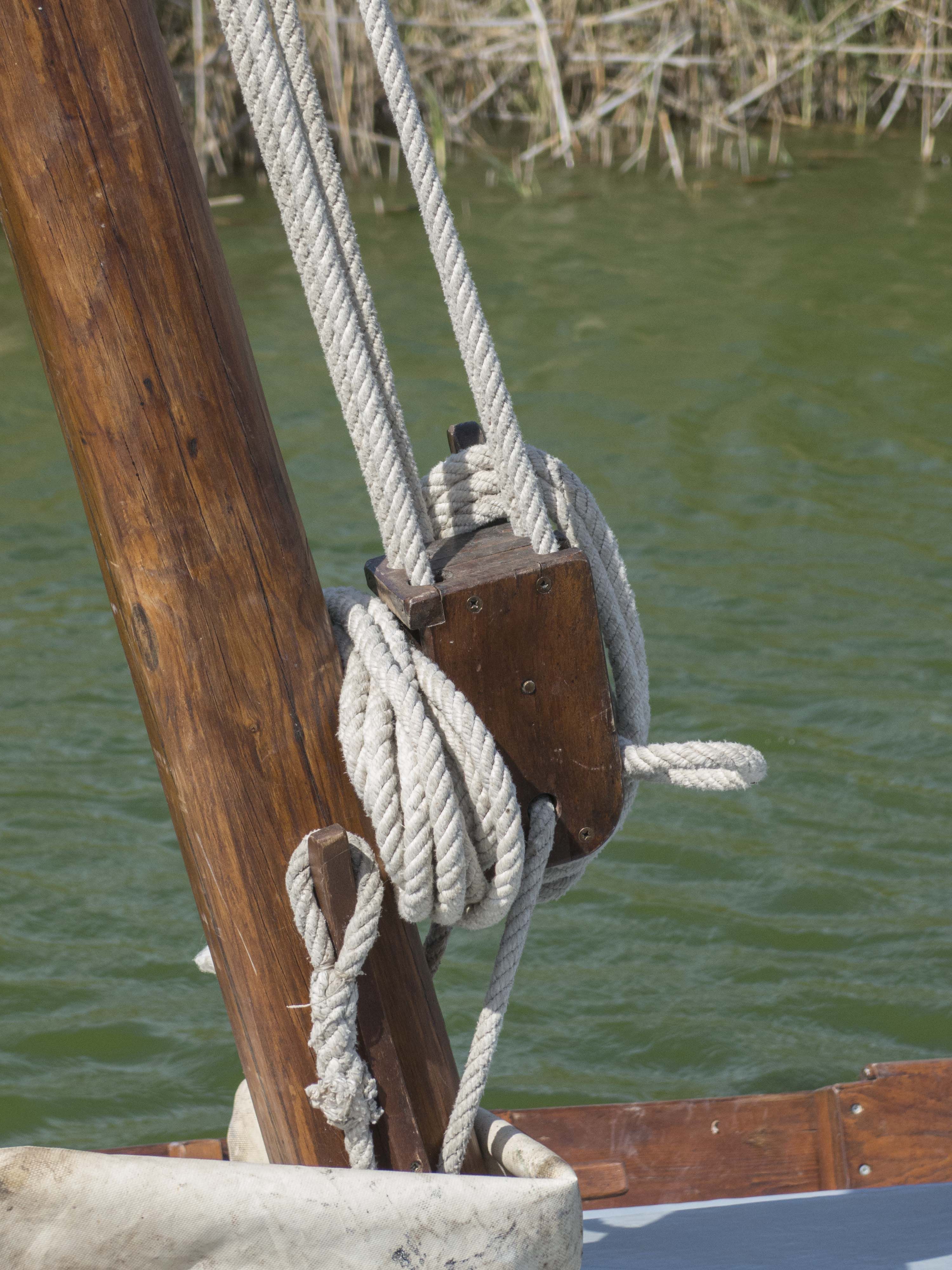
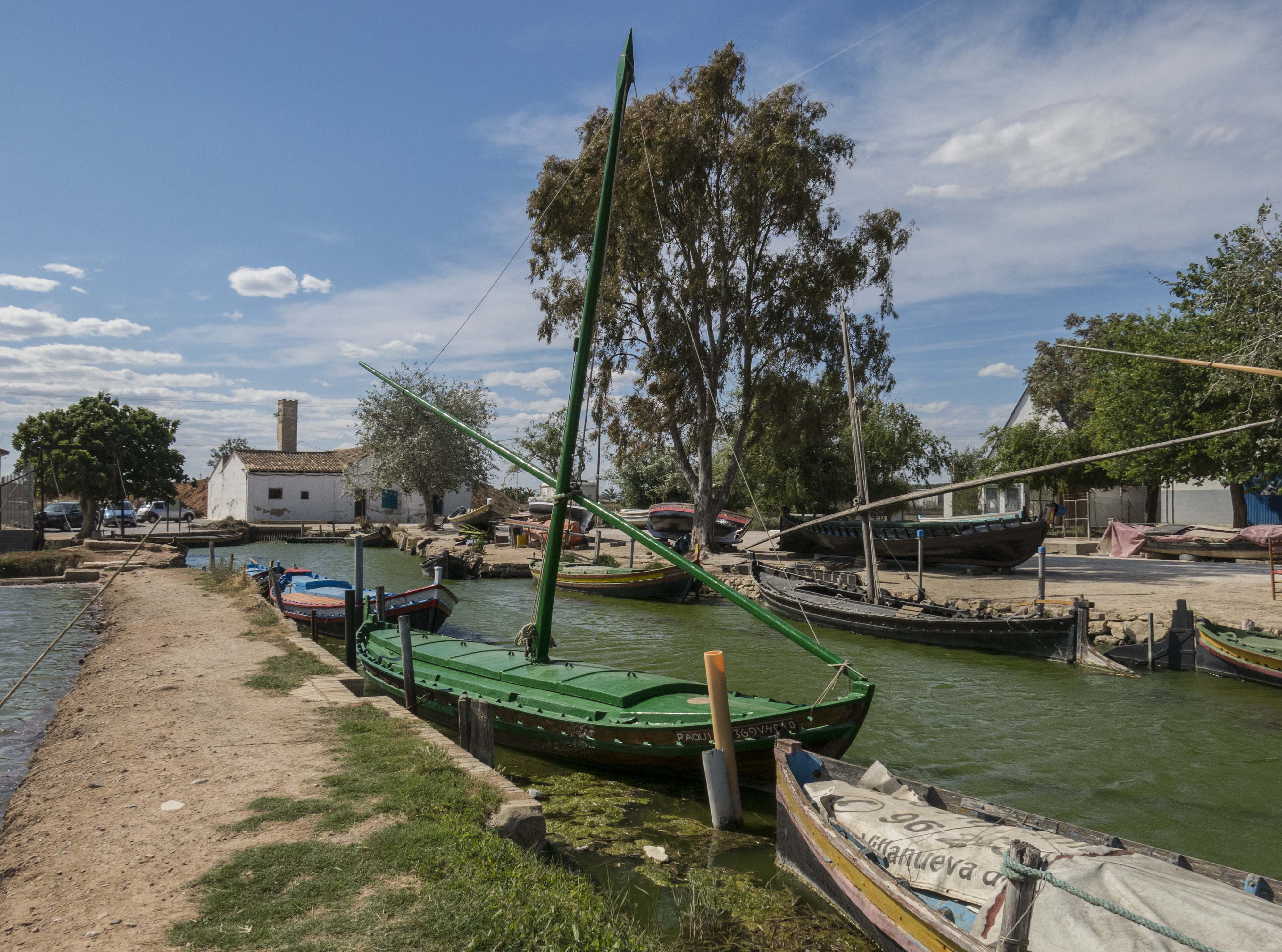
Port de Silla
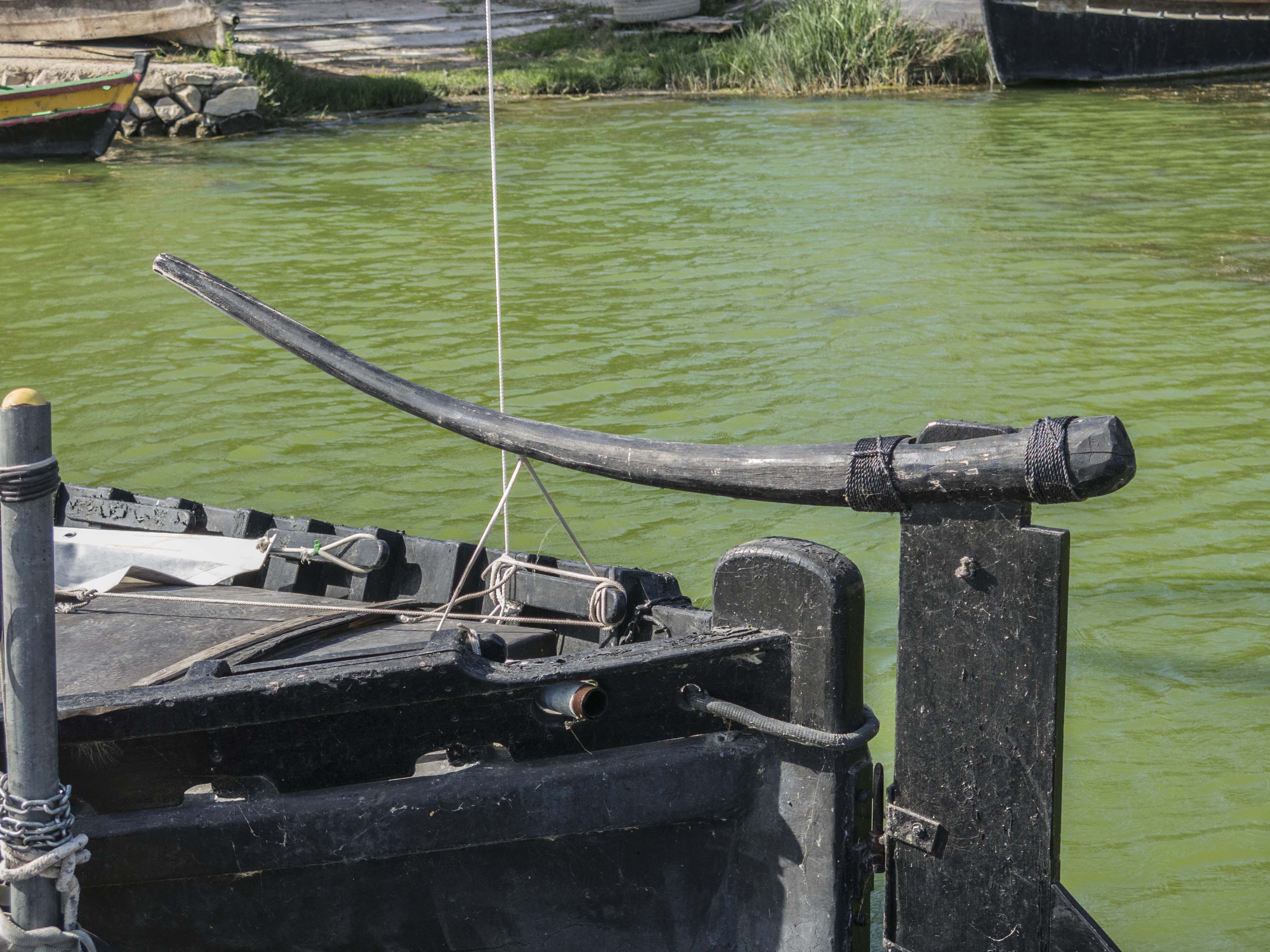
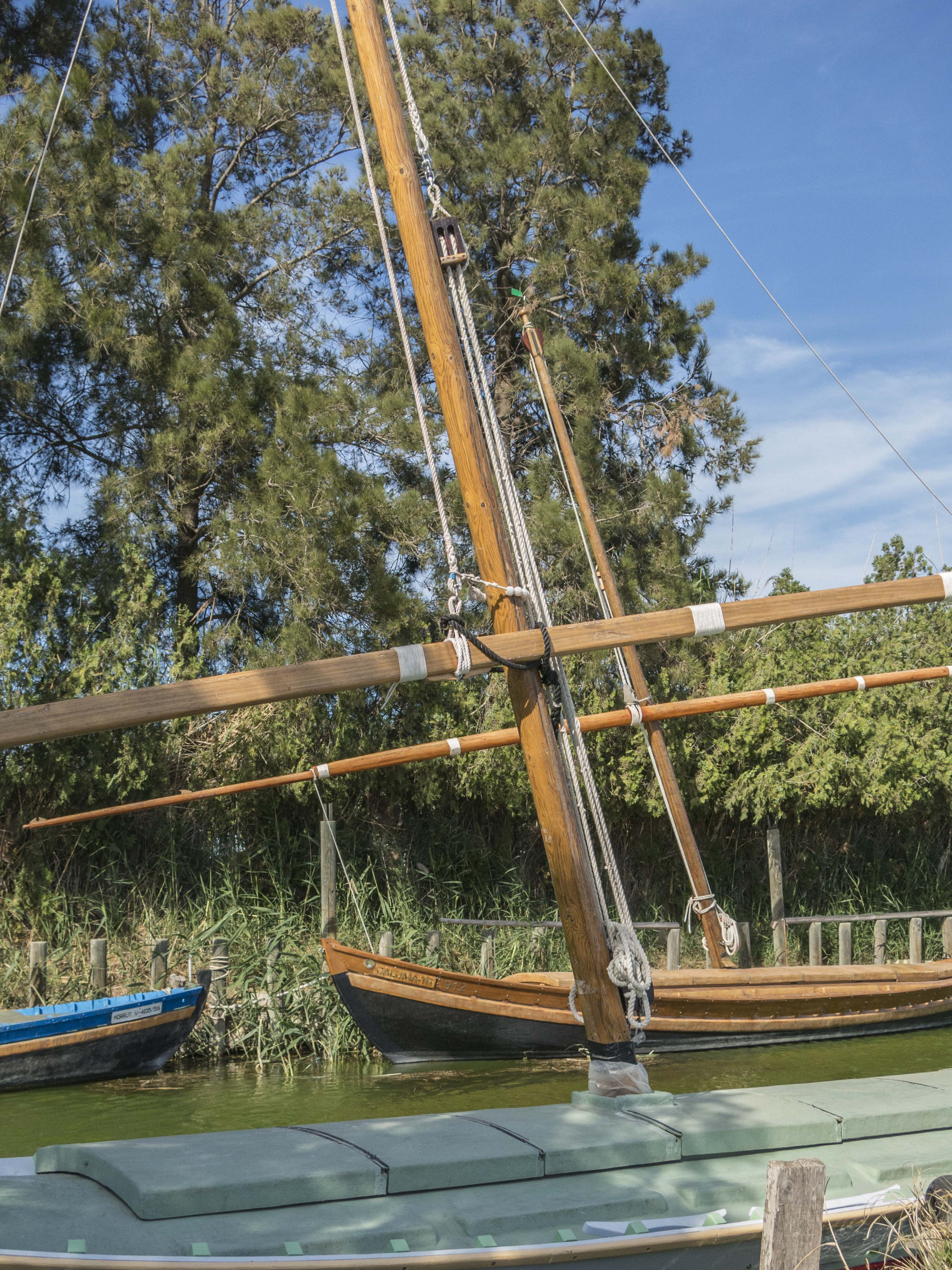

## DANA (Depressió Ailada en Alts Nivells)
Afortunadament, la DANA no va tender un gran impact al poble de Silla gràcies a un pla imposat pocs mesos abans. Este pla antiinundacions va ser oficial al juliol de 2024, quatre mesos abans de la DANA. Va costar 1.8M a càrrec de la Generalitat Valenciana, i es va dissenyar amb l'objectiu d'evitar les freqüents inundacions en el centre històric o la zona de la Rambleta.
Mesos després es va demostrar que el projecte va donar fruits, ja que Silla va passar de ser el poble sempre entollat de l'Horta Sud a ser l'únic a no veure's afectat per la DANA. Sorprenent per la seua proximitat amb algunes de les localitats més danyades, com Catarroja. A més, el poble va servir com a refugi per a diversos ciutadans.
El govern del poble s'ha posat en marxa amb nous projectes per a evitar encara més futures inundacions, principalment amb l'eixample del Barranc de Tafarra.

## Comunicacions
Malgrat no comptar amb línia de metro encara, Silla disposa d'una magnífica estació de tren. Construïda en 1852, esta alberga viatges de rodalia i mitjana distància. El tren de rodalia es pot agafar tant la línia C1 com la C2, que connecten València amb Gandia i Moixent, respectivament.  En l'estació també es detenen alguns trens de mitjana distància, com la línia 47 que connecta València amb Alcoi. Esta línia va haver de ser detinguda durant la DANA, però poc després va recuperar la normalitat.
A més, Silla també està ben connectada gràcies als autobusos, amb una línia que passa cada 6-12 minuts.

#### Pista de Silla
Encara que si d'alguna cosa és coneguda Silla és per la V-31, la carretera denominada "La pista de Silla" .És l'autovia d'accés de la ciutat de València pel sud. Travessa tota la comarca de l'Horta Sud, des de València ciutat fins a Silla.
En la V-31, la via en direcció eixida i els seus limítrofs van ser greument perjudicats per la riuada del passat octubre. El mig metre d'altura de la mitjana va convertir el carril en un xicotet embassament i va inundar de forma més agressiva la zona comercial que s'estén durant quilòmetres paral·lela a la carretera, en la qual es troba el centre comercial MN4.
La carretera precisament es trobava en obres des de maig de 2024. Després de l'evident aturada, estes van ser represes el passat 29 de març, amb diversos objectius: renovació d'alguns trams de sistemes de contenció de vehicles, reposició de juntes de dilatació en ponts, recrescuts d'alguns caces i instal·lació de nous sistemes per a l'aforament de vehicles.